# Naples Challenger 1993
Il Naples Challenger 1993 è stato un torneo di tennis facente parte della categoria ATP Challenger Series nell'ambito dell'ATP Challenger Series 1993. Il torneo si è giocato a Naples negli Stati Uniti dal 29 novembre al 5 dicembre 1993 su campi in terra rossa.

## Vincitori

### Singolare
Karsten Braasch ha battuto in finale  Gilbert Schaller con il punteggio di 1–6, 6–4, 7–6

### Doppio
Francisco Montana /  Jim Pugh hanno battuto in finale  Mark Knowles /  Jared Palmer con il punteggio di 7–6, 3–6, 6–4